# Apolinar Serrano
Apolinar Serrano Díez (Villarramiel de Campos 23 de julio de 1833-La Habana, 15 de junio de 1876) fue un eclesiástico español, obispo de La Habana en 1876. 

## Primeros años y estudios
Era hijo de Nicolas Serrano y de Matilde Díez.
- Teología, en el Seminario de Palencia,
- Derecho, en las universidades de Valladolid (donde se licenció en Jurisprudencia el 8 de octubre de 1857) y Madrid (donde se doctoró en la misma materia el 27 de septiembre de 1858)
- Filosofía y Letras, también en la Universidad Central de Madrid.

## Carrera eclesiástica
Recibió el subdiaconado el día 1 de junio de 1856, el diaconado el 22 de septiembre de 1957 y fue ordenado sacerdote el 22 de diciembre de 1957, tras lo cual se consagró a la enseñanza.

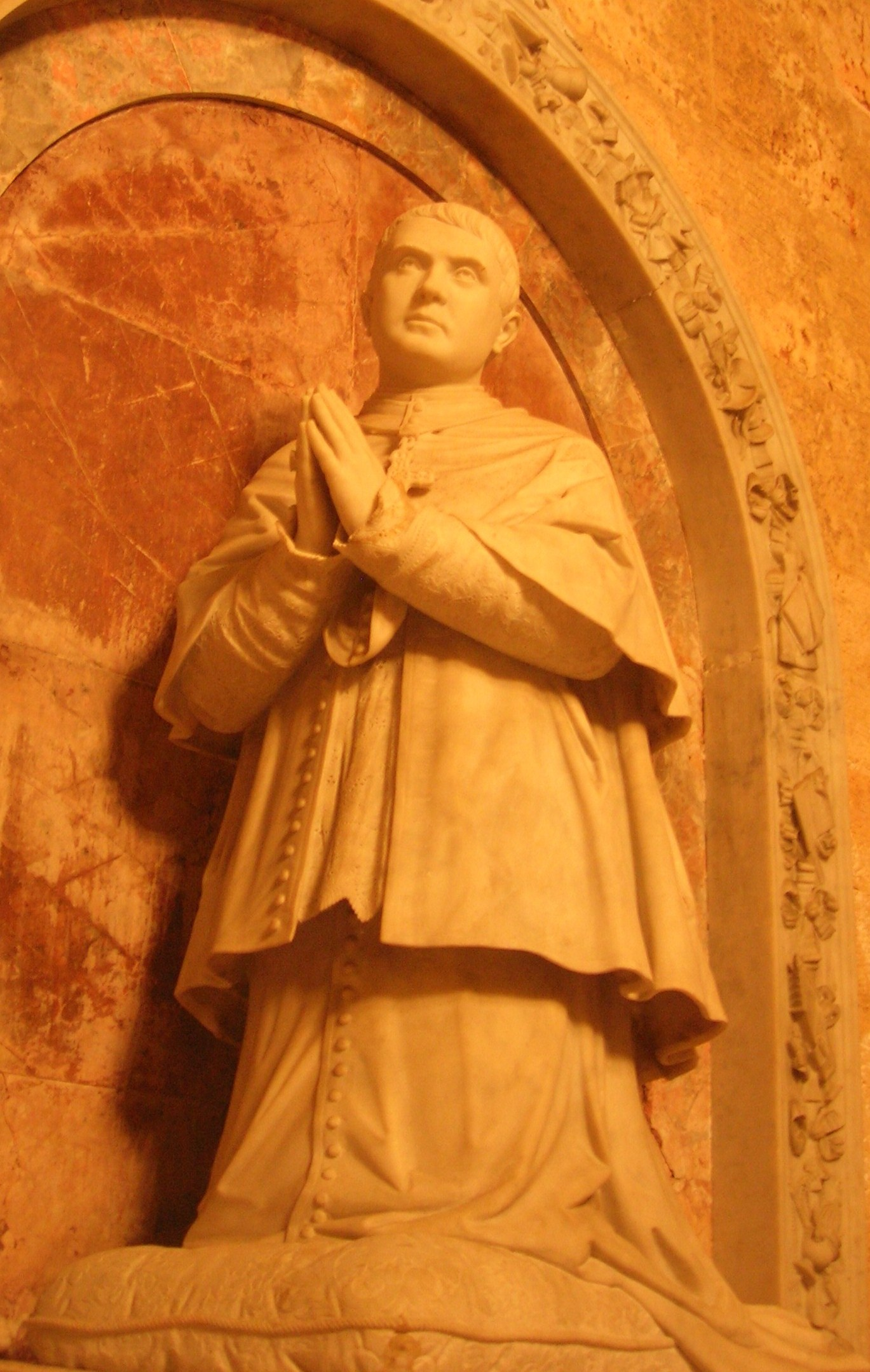
Monumento escultórico de su sepulcro en la Capilla del Loreto. Catedral de La Habana.

Fue nombrado fiscal eclesiástico de Ávila y luego ocupó los puestos de provisor, catedrático del Seminario y doctoral de la catedral de Ávila. El 18 de enero de 1876 fue consagrado obispo de La Habana. Murió algunos meses después, víctima de la fiebre amarilla.
Presentado por el rey de España para ocupar el obispado de San Cristóbal de La Habana, el 17 de agosto de 1875, y elegido por el papa Pío IX, el 23 de septiembre de ese mismo año, fue consagrado el 21 de noviembre de 1875 en la Capilla Real de Madrid, por Fernando Blanco, arzobispo de Valladolid, asistido por Mariano Brezmes, obispo de Astorga, y por Ceferino González, obispo de Córdoba.

## Muerte y sepultura
Murió el 15 de junio de 1876, víctima de la fiebre amarilla. Se afirma que era tan generoso y caritativo, no reservando nada para sí, que para su entierro hubo necesidad de hacer una suscripción. Sus familiares, desde España, pidieron sus restos, pero la ciudad de La Habana suplicó que se dejaran allí.
Su sepultura se encuentra en la capilla de Loreto, de la catedral de La Habana, con un monumento escultórico dedicado a su persona.

## Familiares
Fueron hermanos suyos, Inocencia Serrano Díez, Rafael Serrano Díez, Melchor Serrano Díez, canónigo de Valladolid, y el conocido escritor, abogado y diputado a Cortes Nicolás María Serrano Díez
- Datos: Q4780225
- Multimedia: Apolinar Serrano Díez / Q4780225